# Konrad Kogler
Konrad Kogler (* 3. Oktober 1964 in Sankt Lorenzen am Wechsel, Steiermark) ist ein österreichischer Beamter und war von 2020 bis 2025 Vorstand der Niederösterreichischen Landesgesundheitsagentur. Von 2017 bis 2019 war er Landespolizeidirektor für Niederösterreich, davor von 2013 bis 2017 war er Generaldirektor für die öffentliche Sicherheit im Bundesministerium für Inneres.

## Werdegang
Kogler schloss das Bundesoberstufenrealgymnasium in Hartberg mit Matura ab und trat am 1. Jänner 1984 in den Dienst der Bundespolizeidirektion Wien als Sicherheitswachebeamter ein. Von 1. Jänner 1990 bis 31. Dezember 1991 erfolgte die Ausbildung zum leitenden Beamten („Polizeioffizier“). Im Jahr 1997 wechselte er ins Innenministerium in das damals bestehende Gendarmeriezentralkommando, wo er bis Februar 2000 tätig war. Danach wurde er ins Burgenland versetzt, wo er in den Jahren 2002 und 2003 seinen Dienst als Bezirksgendarmeriekommandant von Neusiedl am See versah. Im Jahr 2002 schloss er an der Universität Wien auch ein Studium der Philosophie mit Schwerpunkt Rechtswissenschaften mit der Sponsion zum Magister ab. In den Jahren 2003 bis 2005 fungierte Kogler als stellvertretender Landesgendarmeriekommandat des Burgenlandes.
Nach der Zusammenlegung von Polizei und Gendarmerie im Juli 2005, die Kogler entscheidend mitgestaltete, war er auch stellvertretender Landespolizeikommandant im Burgenland. Im Jahr 2007 beendete er an der Fachhochschule Wiener Neustadt das Masterstudium „Personalmanagement- und Organisationsentwicklung“. Während der Fußball-Europameisterschaft 2008 fungierte Kogler auch als Sprecher des Innenministeriums. Im Anschluss wurde er, mittlerweile Brigadier, zum Sektionsleiter-Stellvertreter der Sektion II in der Generaldirektion für die Öffentliche Sicherheit bestellt, mit 1. Jänner 2011 zum Leiter der Gruppe Organisation, Dienstbetrieb und Einsatz.
Am 1. Jänner 2013 folgte er Herbert Anderl als Generaldirektor für die öffentliche Sicherheit nach, Anderl selbst wurde am 17. Dezember 2012 von Innenministerin Johanna Mikl-Leitner in den Ruhestand verabschiedet. In dieser Funktion war er auch Leiter der Sektion II (Generaldirektion für die öffentliche Sicherheit). Mit 1. September 2017 folgte er Franz Prucher als Landespolizeidirektor von Niederösterreich nach, Generaldirektorin für öffentliche Sicherheit wurde Michaela Kardeis.
Im März 2019 wurde bekannt, dass Kogler 2020 Geschäftsführer der Niederösterreichischen Gesundheitsagentur werden soll. Zu seinem Nachfolger als Landespolizeidirektor wurde Franz Popp bestellt. Im November 2024 gab er seinen Rückzug als Vorstand der Landesgesundheitsagentur (LGA) bekannt, er wolle seinen im Februar 2025 endenden Vertrag nicht verlängern.

## Privates
Kogler ist verheiratet und ist dreifacher Vater. Er lebt mit seiner Familie in Niederösterreich.

## Auszeichnungen
- Verdienstkreuz des ÖRK für die Unterstützung im Flüchtlingswesen[14]